# Hylaeus agilis
Hylaeus agilis är en biart som först beskrevs av Smith 1876.  Hylaeus agilis ingår i släktet citronbin, och familjen korttungebin. Inga underarter finns listade i Catalogue of Life.